# Marica Brâncoveanu
Marica (Maria) Brâncoveanu (n. cca. 1661 – d. decembrie 1729) a fost soția domnului Țării Românești Constantin Brâncoveanu.
A fost fiica postelnicului Neagoe și nepoata domnului Țării Românești, Antonie din Popești. S-a căsătorit în 1674 cu marele dregător Constantin, unul dintre cei mai influenți boieri din țară, rudă cu marile familii Brâncoveanu și Cantacuzino, care din anul 1688 a urcat pe tron. Au avut împreună 11 copii: șapte fete (Stanca: 1676, Maria: 1678, Ilinca: 1682, Safta: 1686, Ancuța: 1691, Bălașa: 1693, Smaranda: 1696) și patru băieți (Constantin: 1683, Ștefan: 1685, Radu: 1690, Matei: 1698).
După ce i-au fost uciși chiar de ziua ei soțul și cei patru fii la Istambul, Maria a reușit totuși să scape și să se întoarcă în țară alături de nepoțelul ei, Constantin, și fiicele sale.
A fost canonizată ca sfântă de Sfântul Sinod al Bisericii Ortodoxe Române în ședința sa din 1 iulie 2025, cu titulatura „Sfânta Doamnă Maria Brâncoveanu” și prăznuirea în ziua de 16 august.

## Legături externe
- Maria Brâncoveanu – O viață de credință și jertfă - glascomun.info Arhivat în 12 august 2016, la Wayback Machine.